# MANNdat
MANNdat e. V. – Geschlechterpolitische Initiative ist ein 2004 gegründeter deutscher Verein mit Sitz in Stuttgart. Er sieht sich als unabhängige, überparteiliche Interessenvertretung für männliche Bürger mit dem Ziel, rechtliche Benachteiligungen und öffentliche Diskriminierungen von Männern zu beseitigen. Dabei versteht er sich selbst als „feminismuskritisch“, jedoch nicht als Gegenbewegung zum Feminismus.  Sozialwissenschaftler rechnen MANNdat zu den Akteuren der antifeministischen Männerrechtsbewegung im deutschsprachigen Raum.

## Ziele und Aktivitäten
Der Verein sieht vier vorrangige Problemfelder, in denen Missstände bekannt gemacht und beseitigt werden müssen. Dazu gehören eine Benachteiligung von Männern durch die Gesundheitspolitik, eine einseitige auf die Förderung von Mädchen und Frauen ausgerichtete Bildungspolitik, in deren Folge u. a. Jungen für gleiche Schulleistungen schlechter benotet werden, eine Arbeitsmarktpolitik, die eine nach Darstellung des Vereins dramatische Zunahme besonders der männlichen Arbeitslosigkeit ignoriert und eine väterfeindliche Rechtspraxis in Familien- und Scheidungrechtsfragen. Als weiterer Arbeitsschwerpunkt des Vereins gilt aufzuzeigen, dass Frauen ebenso gewalttätig seien wie Männer.
Der Verein bietet auf seiner Internetpräsenz ein öffentliches Diskussionsforum zum Thema Männerrechte und stellt Daten, Statistiken und Studien zur freien Nutzung und Verbreitung in Medien bereit, unter anderem zu Schulproblemen von Jungen und Mädchen. Daneben verfasst er Petitionen zu männerspezifischen Themen und führt offene Briefwechsel mit Politikern und Behörden. Mitglieder des Vereins treten als Referenten bei Podiumsdiskussionen und Seminaren auf, so etwa im März 2007 Bruno Köhler als jugendpolitischer Sprecher bei der Evangelischen Akademie Tutzing zum Thema Jungen – das schwache starke Geschlecht. Zum Väteraufbruch für Kinder e. V. bestehen freundschaftliche Beziehungen.

## Öffentliche Resonanz
3sat berichtete 2010 über die Aktivitäten von MANNdat im Rahmen einer Reportage Jungs auf der Kippe. Die Welt berichtete im gleichen Jahr über den Verein und seine Positionen. Der Spiegel erwähnte den Verein in einem Artikel von 2004 zum Thema Schulleistungen von Jungen. In jeweils einem Artikel der Frankfurter Allgemeine Zeitung und dem P.T. Magazin wurden von MANNdat bereitgestellte Statistiken zu Bildungsthemen zitiert.
Eugen Maus diskutierte als Vertreter des Vereins in der WDR-Sendung west.art unter anderem mit Thomas Gesterkamp und Barbara Sichtermann zum Thema Krise der Männer. Der aktuelle Vereinsvorsitzende Bruno Köhler war 2007 als Experte für Jungenpädagogik im Rahmen einer öffentlichen Anhörung von Bündnis 90/Die Grünen im Landtag von Baden-Württemberg zum Thema Die Förderung von Jungen in der Schule vertreten. Er referierte auf Einladung der Grünen zur Fragestellung Nimmt die Schule Rücksicht auf die Jungen?.

## Einordnung
Der Politikwissenschaftler Thomas Gesterkamp sieht in dem Verein eine der wichtigsten männerrechtlichen Gruppen und gibt die Mitgliederzahl mit 350 für das Jahr 2009 an. Der Verein suche akribisch nach angeblichen feministischen Privilegien und konfrontiere die Parlamente regelmäßig mit entsprechenden Anfragen. Dabei fühle er sich ignoriert und missachtet und leite daraus ab, nicht wählerisch sein zu können, wo und in welchem Kontext die eigenen Anliegen auftauchten, was etwa das frühere Vorstandsmitglied Eugen Maus zu einem Interview mit der Jungen Freiheit veranlasst habe. Gleichwohl sieht Gesterkamp „einen wahren Kern“ in einigen der artikulierten männerpolitischen Themen wie Männergesundheit, Gewalt gegen Männer sowie Schwierigkeiten von Jungen im Schulsystem und fordert zu kritischer Selbstreflexion auf, um eine klare Abgrenzung zu rechtsextremen Organisationen und Publikationen zu erreichen.
Das Vokabular und Vorgehen von Männerrechtlern, die sich zur Jungenpolitik in Organisationen wie MANNdat, Agens und IGAF sowie den dazugehörenden Foren artikulieren, ähnelten bisweilen rechtsextremistischen Strategien, schreibt der Pädagoge und Geschlechterforscher Reinhard Winter. Sie seien nicht zu unterschätzen, weil sie populäre Stimmungen aufgreifen und zuspitzen würden. Ihre Feindbilder (die Feministinnen), Verschwörungstheorien („Gender-Unterwanderung“) und ihre Polemik seien für „seriöse Jungenpolitik“ schädlich. Andere Kritiker halten die Darstellung von Männern als Diskriminierungsopfer durch den Verein für überzogen.
Der Soziologe Hinrich Rosenbrock untersuchte im Auftrag der Heinrich-Böll-Stiftung Internetpräsenzen von Männerrechtlern. Auch er wertet den Verein neben agens e. V. und dem Internetforum WGvdL.com (Wieviel „Gleichberechtigung“ verträgt das Land?) als eine der wichtigsten Gruppierungen in der deutschen antifeministischen Männerrechtsbewegung. Rosenbrock geht davon aus, dass „MANNdat ein relativ kleiner Verein“ sei. Der Verein beschränke sich „auf die Lobbyarbeit für Männerrechte“ und betone „männliche Benachteiligung, um Gleichstellungspolitik als männerfeindlich zu diffamieren“. Er gebe sich den Anschein, für Männerrechte einzutreten, was aber gepaart sei mit Antifeminismus und der Vorstellung, dass „wir [Männer] grundsätzlich unterdrückter sind als Frauen“. Er versuche, eine männliche Opferideologie in der Öffentlichkeit zu installieren. Dabei werde teilweise mit gezielter Provokation gearbeitet. Rosenbrock sieht MANNdat im gemäßigten Flügel der antifeministischen Männerrechtsbewegung mit guter Vernetzung zu extremen Akteuren wie der IGAF („Interessengemeinschaft Antifeminismus“) oder Teilen von wgvdl.com, die den Gleichheitsgrundsatz im Grundgesetz nicht beachteten und angeblich teilweise zu Gewalt aufriefen. Dazu Eugen Maus, Gründungsvorsitzender von MANNdat: „Es sind die Probleme, die uns einen, und nicht bestimmte Anschauungen.“ Zudem laste der Verein Sachverhalte dem Feminismus an, die völlig unabhängig von diesem bestünden. Rosenbrock nennt hier als Beispiel den Wehr- oder Ersatzdienst, der ganz ohne Mitwirkung des Feminismus etabliert worden sei.
Robert Claus sieht in der Präsentation der Jungenleseliste des Vereins eine „positive Deutung tradierter Männlichkeitsattribute“, die im maskulinistischen Diskurs ein großes Gewicht einnähmen.
Markus Theunert ordnet den Verein den im deutschsprachigen Raum tätigen Antifeministen zu. Während andere antifeministische Organisationen jedoch jede Form von Geschlechterpolitik ablehnten, fordere MANNdat aktiv mehr Männerpolitik. Jeder statistische Unterschied zwischen Frauen und Männern werde als gewollte Benachteiligung von Männern gedeutet. So kritisiere MANNdat, dass es mehr arbeitsmarktspezifische Maßnahmen für Frauen gebe, obwohl die Arbeitslosenquote 2010 bei Männern um 0,4 Prozentpunkte und somit um mehr als 5 % höher gelegen habe. Dabei würden störende Fakten ausgeblendet, wie z. B. der Umstand, dass mehr Frauen als Männer wegen Niedriglohnjobs und geringen Arbeitszeitvolumens nicht in der Statistik berücksichtigt würden.
Martin Rosowski, ehemaliger Vorsitzende des Bundesforums Männer, in dem sich 32 Organisationen zusammengeschlossen haben (Stand: Mai 2020), sagte in einem Interview mit der Zeitschrift Emma (Januar 2011) über Männerrechtsaktivisten, dass das Bundesforum nichts mit Organisationen wie MANNdat und Agens zu tun habe – „auch wenn die gerade massenhaft Mitgliedsanträge stellen“ würden. Rosowski kritisierte Männerrechtlerseiten und warf „MANNdat & Co.“ vor, „Hasstiraden“ gegen Gender-Mainstreaming zu fahren und nicht zu erkennen, „dass Gender Mainstreaming für uns ein Super-Instrumentarium ist, um genau solche Dinge aufzuzeigen. Nämlich Behinderungen, Hemmnisse und Blockaden für einen ganzheitlichen Lebensentwurf auch von Männern.“

## Schriften
- Rolf Muschick: Einspruch! Artikelsammlung für den Geschlechterdiskurs –männliche Sicht– (= Schriftenreihe. Band 1). MANNdat e. V., 2013 (E-Book).
- Rolf Muschick: Gender-System: Wie Benachteiligungen von Jungen und Männern gerechtfertigt und ausgebaut werden (= Schriftenreihe. Band 2). MANNdat e. V., 2015 (E-Book).